# Parafia św. Elżbiety Węgierskiej w Konstantynowie
Parafia Świętej Elżbiety Węgierskiej w Konstantynowie – parafia rzymskokatolicka w Konstantynowie.

## Historia
Parafia została erygowana w 1909. Obecny kościół parafialny murowany, wybudowany w latach 1905–1909, kosztem Stanisława Zyberk-Platera i parafian, staraniem ks. Andrzeja Olędzkiego; konsekrowany przez biskupa lubelskiego, Franciszka Jaczewskiego. Mieści się przy ulicy Janowskiej.

## Zasięg parafii
Do parafii należą wierni z miejscowości: Konstantynów, Bonin, Bonin-Ogródki, Kazimierzów, Horoszki Małe, Komarno-Kolonia, Raczki, Wandopol, Walimek, Witoldów, Wiechowicze, Zakalinki, Zakalinki-Kolonia, Zakanale oraz Zalesie.

## Proboszczowie
- ks. Waldemar Tkaczuk
- ks. Sławomir Groszek[1]